# Карлик (роман)
«Ка́рлик» (англ. Pygmy) — роман Чака Поланіка, виданий 5 травня 2009 року.

## Зміст сюжету
Події у творі відбуваються довкола тринадцятирічного хлопця на ім'я Агент Номер 67 (або ж Оперативник «Я») в безіменній, тоталітарній державі, змальованої як «гібрид Північної Кореї, Куби, Китаю комуністичного періоду та нацистської Німеччини», студента за обміном для проживання з американською родиною з невідомої середньозахідної місцевості та шпіонажу з метою терористтичного акту на Сполучені Штати під назвою Операція «Хаос».
«Карлик» (прізвисько, яке дала йому американська родина за його маленький зріст) посвячується в ритуал сучасного американського життя як то зарахування в загольноосвітню школу та відвідування церкви. В процесі подорожі до Wal-Mart із братом-підсвинком він ґвалтує хулігана, який знущався з його брата. Ця сцена описується в найяскравіших подробицях. Це лише один із багатьох вчинків Оперативника «Я», котрі відповідають американському стилю життя.

## Цікаві факти
В Україні роман вийшов на 3 місяці раніше, ніж в США.